# Bénigne Joly
Bénigne Joly, né en 1644 et mort en 1694, est un prêtre et écrivain religieux catholique français de Dijon. Ce dijonnais parfois appelé le « père des pauvres » ou « saint Vincent de Paul Bourguignon » était prêtre diocésain du diocèse de Langres dont faisait partie alors la ville de Dijon. En 1873, le pape Pie IX lui octroya le titre de « vénérable ».

## Biographie
Bénigne Joly est né à Dijon le 22 septembre 1644, et baptisé dans l'église Saint-Jean. Son prénom est celui de l'évangélisateur de la Bourgogne, saint Bénigne, d'un usage courant dans cette région.  
Le père de Bénigne Joly, Jacques, était secrétaire au Parlement de Bourgogne, et sa mère mourut quand il avait 8 ans. Élevé chrétiennement et pieusement comme les seize autres enfants du couple, il est d'abord confié par son père aux Oratoriens à Beaune (1654-1658), puis aux Jésuites à Reims (1658-1661). À partir de 1662, il poursuit ensuite ses études au collège de Navarre et à la Sorbonne, et soutient une thèse de théologie, dont il reçoit le grade de docteur le 12 août 1672. Il y est en contact avec les Lazaristes, les pères de la Doctrine chrétienne, et avec le séminaire Saint-Sulpice fondé par M. Olier quelques années plus tôt. Saint Vincent de Paul est mort depuis trois ans mais son souvenir est vif dans Paris. 
Chanoine de saint-Étienne de Dijon dès l'âge de 14 ans, il est ordonné prêtre au séminaire des Missions étrangères à Paris le 2 avril 1672. 
Il revient alors à Dijon, nommé archidiacre de l'église Saint-Étienne, le 29 mai 1673, et démarre la visite des églises qui dépendaient de l'abbaye Saint Étienne. 

### Début de son apostolat
La vie d'apostolat de Bénigne Joly se situe en plein milieu du règne de Louis XIV : la France connaît alors plusieurs conflits, dont certains aux portes de Dijon comme l'illustre la restitution de la proche Franche-Comté à la France (paix de Nimègue), et se trouve parfois confrontée à des vagues d'épidémies, voire à des famines liées aux mauvaises conditions climatiques. Ce contexte contribue à aggraver considérablement les conditions de vie, et en particulier des moins fortunés.
C’est en 1674 que commence pour lui son ministère auprès des pauvres : il veut d’abord les enseigner et leur distribuer des secours. Ses débuts d'apostolat de déroulent à la chapelle Saint Vincent, aujourd'hui détruite, alors attenante à Saint-Étienne et qui en constituait le baptistère. Choisissant aussi de les visiter à domicile, il veut leur apporter une aide matérielle mais aussi les instruire, les évangéliser et leur donner une formation chrétienne. 
Par son éloquence, ses conférences touchent d'abord un public de mendiants, puis, peu à peu, un public dijonnais plus large et de toutes conditions. Parmi ses visiteurs de marque se trouvent Mgr Charles Le Goux de La Berchère, prélat français de plusieurs sièges épiscopaux successifs et le cardinal Étienne Le Camus, évêque de Grenoble, tous deux de passage à Dijon.
Il a aussi une courte expérience d'une année au séminaire du diocèse de Langres.

### Rencontre de la pauvreté
Témoin permanent de la mendicité, c'est dans la lignée de ces conférences qu'il décide de poursuivre plus concrètement et pratiquement son apostolat en fondant une confrérie des pauvres, appelée Confrérie de Saint-Vincent. Attentif aux soucis de son temps, il œuvre en plusieurs directions afin de servir les pauvres. Il est rapidement considéré comme celui à qui on fait appel dans toutes les entreprises charitables de la ville.

### Le «Bon Pasteur»
Lorsque des filles qu’on qualifiait alors « de mauvaise vie » demandent qu’on leur vienne en aide, c’est vers Bénigne Joly qu’on se tourne. Il sollicite quelques amis pour l’aider dans cette tâche, dont Anne Palliot et une autre veuve connue sous le seul nom d'Élisabeth. 
Sa première décision est de louer une maison à Dijon pour les accueillir et leur permettre de sortir de leur misère. Malgré des difficultés, son établissement s’installe dans la vie dijonnaise sous le nom de « Bon Pasteur ». Il doit non seulement faire face à la défiance des notables, mais aussi aux problèmes que pose un établissement de ce type : choix des responsables, accueil, organisations intérieures qui tiennent compte de la volonté de permettre à ces femmes de sortir un jour et de reprendre une vie dans la société, volonté d’accueillir toutes celle qui se présentent y compris celles qui ne souhaitaient pas forcément entrer dans la vie religieuse. Bénigne Joly tenait beaucoup à ce qu'elles réapprennent à mener une existence organisée autour d'une vie commune avec des temps de travail et de prière. 
La première maison fait l'objet d'une extension, et l'évêque de Langres en confirme la fondation par ses lettres du 18 septembre 1682, tout comme le maire et les échevins de Dijon qui apportent leur assentiment le 27 février 1684.  

### De nouvelles initiatives en faveur des pauvres
Bénigne Joly fonde aussi la Chambre de la Providence en faveur des servantes de maison qui se trouvaient alors sans conditions de vie décentes : il veut pourvoir à leurs besoins matériels et à leur instruction religieuse. Toutefois, cette œuvre ne lui survécut pas.
Incessamment, il va à la rencontre des pires situations pour essayer de les soulager. Se retrouvant parfois à n'avoir aucun argent, il lui arrive de vendre une partie de ses vêtements, de donner son lit pour assurer l'hébergement d'orphelines ou encore de céder ses chaussures à un pauvre qu'il rencontre un jour marchant pieds nus dans la neige.
Bénigne Joly fait des visites dans les deux hôpitaux de la ville. À cette époque, ces établissements accueillent non seulement des malades mais aussi des vieillards, des infirmes, des invalides, un orphelinat, une pouponnière et un mouroir. L’hôpital Notre-Dame de la Charité était alors tenu par les « Hospitalières du Saint Esprit ».
Il n'hésite pas à poursuivre sa tâche jusque dans les soins aux malades, rien ne le rebutant. C'est par son action que s'installent à Dijon des Sœurs de la charité que saint Vincent de Paul venait tout récemment d'instituer.
En décembre 1677, il quitte Dijon pour Paris pour une expérience marquante dans sa vie spirituelle : il suit une longue retraite de quatre mois. C’est sans doute à cette occasion qu’il décide de se consacrer encore plus intensément aux pauvres.

### L'institution des Sœurs hospitalières
Depuis le début de son ministère, Bénigne Joly est un habitué des grandes salles de l’hôpital. S’il a fait des visites pendant longtemps à titre privé, à partir de 1678, l’évêque de Langres le nomme supérieur de Notre Dame de la Charité et de l’hospice Sainte Anne. À l’hôpital, il y avait alors plus d’indigents que de malades.
Il fonde ensuite une nouvelle congrégation dites des « Sœurs hospitalières de Notre-Dame de la Charité », une communauté régulière féminine au service des malades. En 1682, trois premières jeunes filles se proposent et sont rapidement rejointes par d’autres originaires de Bourgogne, de Lorraine et de Paris.
L'évêque de Langres donne son consentement le 6 janvier 1685 avec la première prise d’habits. Leur établissement est confirmé par lettres patentes du roi Louis XIV en janvier 1688 et l'enregistrement au Parlement le 23 mars 1689. Cette nouvelle congrégation se développe très rapidement. La règle rédigée par Bénigne Joly, éprouvée pendant une première période de 5 ans, se rapproche de celle que saint Vincent de Paul avait donnée à ses sœurs : son état d'esprit est d'honorer Jésus-Christ pauvre, et sa pauvreté même dans la personne des pauvres.

Le premier article résume ainsi son intention :
« La fin générale pour laquelle Dieu a assemblé les Sœurs de cette congrégation est d'honorer Notre Seigneur Jésus-Christ comme la source et le modèle de la charité, ce qu'elles doivent faire surtout en l'imitant dans la pratique de cette divine vertu et en se consacrant à Dieu par la profession des trois vœux de religion pour servir les pauvres et les malades, ce qui constitue la fin spéciale. »

### L'assistance aux prisonniers
Bénigne Joy étend sont activité par des visites à la prison de Dijon, et il y rencontre toutes sortes de délinquants et de personnes mises en détention pour des dettes impayées. Il veut leur apporter un soulagement matériel et une aide spirituelle. Même lorsqu'il est rejeté, il se montre tenace.
Sa présence est particulièrement marquée lors des exécutions capitales, obtenant parfois par ses prières intenses une repentance au dernier instant.

### Autres activités pastorales
Il est aussi élu visiteur par les Bénédictines de l’abbaye de Prâlon, près de Sombernon, où il passe beaucoup de temps.
Poursuivant pendant des années ses visites des paroisses de campagnes, il est soucieux de l'ignorance religieuse qui pouvait exister dans beaucoup de villages. Il décide alors de fonder en 1685 le petit séminaire de Saint Étienne. Le niveau des élèves leur permettaient ensuite d'aller au collège des Jésuites de Dijon (devenu un site de la Bibliothèque municipale). 
Enfin, toujours au service des campagnes, il acte une dernière fondation de son vivant à Dijon, à savoir une maison de prêtres de la Congrégation de Saint-Lazare (devenue par la suite la Congrégation de la mission) : trois prêtres arrivent ainsi le 14 novembre 1682 et s'installent au faubourg Saint-Pierre. De 1769 à la Révolution, ils résidèrent ensuite dans une autre maison à l'extrémité de la rue d'Auxonne. Bénigne Vachet, né à Dijon et attaché à ces Lazaristes, consacra sa vie de missionnaire à la prédication de l'Évangile en Asie et en Afrique, avant de décéder à Paris en 1720.
Au fil des années, si Bénigne Joly est vraiment devenu l’animateur de toutes les œuvres caritatives de Dijon, il compte aussi à son actif une association de prière dite réparatrice qui se réunissait chaque vendredi devant le Saint-Sacrement. Il va développer le culte du Sacré-Cœur et établir une confrérie éponyme pour assurer une Adoration perpétuelle.

### Mort
La fin de la vie de Bénigne Joly est marquée par la famine et les épidémies de 1694. Malade pendant une dizaine de jours, il meurt le 9 septembre 1694 du typhus à Dijon.  

Rendant témoignage de son aura auprès des pauvres, un religieux bénédictin de la Congrégation de Saint-Maur qui prononce son oraison funèbre le 23 février 1695 à Dijon attire l'attention sur :
« ces Pauvres, qu'un sentiment naturel animait, que la grâce semblait conduire, qu'une reconnaissance pour leur aimable Père, avait appelé à ses obsèques, et rangés en ordre jusqu'au nombre de huit cents. »
Le corps de Bénigne Joly est d’abord déposé au cimetière des pauvres puis à la chapelle Sainte-Croix de Jérusalem édifiée en 1459 au sein de l’hôpital du Saint-Esprit fondé par Eudes III. Cette chapelle est désormais incluse à la Cité internationale de la gastronomie et du vin. Il est ensuite transféré à la clinique de la rue Gagneraux puis déposé en 1978 à la chapelle de la nouvelle clinique de Talant. À la suite de la vente de la clinique, son corps a été déposé le 14 février 2007 dans le caveau de la congrégation des Religieuses hospitalières de la charité au cimetière de Dijon.

## Œuvres
Bénigne Joly rédige quelques livres qu’on qualifierait aujourd’hui de livres de spiritualité :
- Exercices de piété pour employer saintement la journée (1682 et plusieurs rééditions au XVIIIe siècle)
- Prière et manière d'assister dévotement à la procession du Saint-Sacrement de l'autel qui se fait tous les ans le jour de la Fête-Dieu (1690)
- Pratiques chrétiennes dans les actions ordinaires de la vie (1690)
- Méditations, ou entretiens de l'âme avec Notre-Seigneur Jésus-Christ, après la sainte communion, sur les Évangiles de tous les dimanches et des fêtes principales de l'année, avec les instructions touchant la sainte communion et l'oraison mentale (1691)
- Méditations chrétiennes pour tous les jours du mois (1691)
- Devois du Chrétien (1697)
- Le chrétien charitable (1697)
- Méditations pour tous les dimanches de l'année, Éd. Marc Bordelet, Paris (1744) [PDF] lire en ligne

Il lui est aussi attribué :
- Le secret de l'oraison mentale, où l'on découvre la parfaite idée de la méditation, les grands avantages qu'on en reçoit, et un moyen facile de la faire, avec la pratique sur les vérités les plus importantes du christianisme et sur tous les mystères de la vie de Jésus-Christ (1680)
- Recueil des conférences faites pendant qu'il était supérieur de l'hôpital de Dijon
- Vie de la demoiselle Anne Palliot, supérieure du Bon Pasteur à Dijon.

## Postérité et béatification
Bénigne Joly fut profondément de son temps, observant la situation de son époque et voulant répondre aux besoins, redonnant de la vigueur aux paroisses, permettant un vrai catéchisme là où le clergé connaissait des difficultés (dues principalement à leur manque de formation en attendant que la création des séminaires décidée par le concile de Trente porte ses fruits), voulant venir en aide aux plus nécessiteux que sont les personnes détenues, pauvres et  malades.
C’est en 1865 que les Religieuses hospitalières de la charité entreprirent les démarches nécessaires pour introduire la cause de leur fondateur en vue d’un décret de béatification, puis de canonisation. Le 5 septembre 1872, le pape Pie IX donna son accord et Bénigne Joly reçut le titre de « vénérable». Cette cause est restée depuis au point mort.
Supprimé à la Révolution française, le « Bon Pasteur » est rétabli au début du XIXe siècle au faubourg Saint-Pierre, un quartier de Dijon où il resta ouvert jusqu’en 1984. Les bâtiments, reconvertis alors en école maternelle et élémentaire Élisabeth-de-la-Trinité, furent finalement détruits pour être remplacés par un immobilier, mais il subsiste toutefois l'ancienne chapelle. Basées à Talant, les Sœurs hospitalières de Notre-Dame de la Charité, parfois surnommées les « Sœurs de Bénigne Joly », sont encore présentes dans l'archidiocèse de Dijon, assurant une présence et une aide spirituelle auprès des malades.
Une clinique mutualiste porte son nom à Talant, ainsi qu'une rue de Dijon dans le quartier des Grésilles.